# Isisfordia
Isisfordia (лат.) — род вымерших крокодиломорфов, базальный по отношению к современному отряду крокодилов. Представители рода жили в середине мелового периода (105,3—99,6 млн лет назад). Остатки этого животного найдены в Квинсленде, Австралия, в середине 1990-х годов. Была обнаружена большая часть скелета животного, за исключением передней части черепа. Но более поздняя экспедиция обнаружила полный череп, который отличался от голотипа только в плане размеров. Общая длина тела животного была около 1,1 м. 

## Классификация
На данный момент описаны следующие виды:
- Isisfordia duncani Salisbury et al., 2006. Видовое название дано в честь первооткрывателя — бывшего заместителя мэра Isisford[англ.], Яна Дункана (Ian Duncan)[2].
- Isisfordia selaslophensis (Etheridge, 1917) Hart, 2020.
- Isisfordia molnari Hart et al., 2019[4].

## Родство с современными крокодилами
Открытие этих окаменелых останков позволило палеонтологам предположить, что группа, в которую входят современные крокодилы, появились на 30 миллионов лет раньше, чем считалось до этого, в середине мелового периода на континенте Гондвана. Позвонки были очень похожи по строению на позвонки современных крокодилов, также имелось вторичное костное нёбо.

Спинные остеодермы, развивавшиеся у разных представителей неозухий (Isisfordia — третий слева)